# Mannenadel
Mannenadel was een Nederlands katholiek tijdschrift dat tussen 1911 en 1916 doorgaans zes keer per jaar verscheen.
Mannenadel werd op 11 mei 1911 in het leven geroepen door de Vereniging Voor Eer en Deugd, op het initiatief van de voorzitter van de vereniging en de latere bisschop van Roermond, Laurentius Schrijnen. De vereniging verzorgde al de uitgave Voor Eer en Deugd, dat zich specifiek richtte op jonge mannen. Met Mannenadel wenste men een lezerspubliek van volwassen katholieke mannen te bereiken.
In de eerste uitgave van het tijdschrift werd aangekondigd dat het doel van het blad tweeledig was. Het ging de redacteurs allereerst om het behouden en aankweken van een kuise houding bij de mannelijke lezers, ten tweede om het betrekken van de lezer in een strijd tegen de onkuisheden in de samenleving. Daartoe werden in het blad onder andere boeken, tijdschriften, reclames, toneelstukken, sporten en mode besproken naar zedelijkheid en moraliteit. Naast deze besprekingen bevatte het tijdschrift artikelen over moraliteit, (neo)malthusanisme, de Zedelijkheidswet uit 1911 en de bestrijding van pornografie.
Vanaf 1916 ging het blad door onder de naam Mannenadel en vrouweneer en richtte het tijdschrift zich tevens op een vrouwelijk publiek. Ook de onderwerpen homoseksualiteit, vrouwenhandel, prostitutie, opvoeding, padvinderij en overspel werden nu besproken. Vanaf 1918 verscheen het blad maandelijks, tot de opheffing in 1937.